# Montgomeryshire

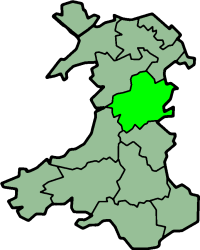
Délimitation de l'ancien comté du Montgomeryshire.

Le Montgomeryshire (en gallois : Sir Drefaldwyn) est une ancienne subdivision du pays de Galles. Comté historique (1535-1889), puis comté administratif (1889-1974), puis district du comté de Powys (1974-1996), il forme aujourd'hui la partie septentrionale de l'aire principale et comté préservé de Powys.

## Histoire
Le comté est créé par l'acte dit Laws in Wales Act de 1535.
En 1889, le comté devient un comté administratif (administrative county) administré par un conseil (county council).
En 1974, le Montgomeryshire, le Radnorshire et le Brecknockshire sont réunis au sein d'un nouveau comté administratif, le comté de Powys. Le Montgomeryshire devient un district administré par un conseil (district council).
En 1996, le comté de Powys devient une autorité unitaire (unitary authority) et le district du Montgomeryshire est dissous.
Depuis 1542, le Montgomeryshire est une circonscription électorale (constituency) représentée à la Chambre de Communes.
Depuis 1999, il est aussi une circonscription électorale représentée à l'Assemblée nationale du pays de Galles.